# フレデリック・マッキンリー・ジョーンズ
フレデリック・マッキンリー・ジョーンズ（英語：Frederick McKinley Jones 1893年5月17日 - 1961年2月21日）は、アメリカ国家技術賞受賞者であり、全米発明家殿堂入りを果たしたアフリカ系アメリカ人の発明家、起業家、エンジニア。生鮮食料品の長距離輸送を可能にするため移動式冷凍技術を発明した。61件の特許を取得し、この内40件は冷凍技術に関するものであった。ジョセフ・ヌメロと共にサーモキング社を共同で創立し、第一次世界大戦では軍曹を務めていた。

## 来歴
1893年5月17日、ケンタッキー州のコヴィントンでアイルランド人の父とアフリカ系アメリカ人である母の間に誕生する。なお、幼少期に生き別れた母については殆ど手がかりが無い。父ジョン・ジョーンズは鉄道員であり、男手一人で苦労して彼を育てている。その後、ジョーンズはオハイオ州シンシナティ近郊の牧師館でカトリックのライアン神父に引き取ら育てられている。8歳頃までにライアン神父によって引き取られているが、その2年後、ジョーンズは帰らぬ人となった。ジョーンズは小学校6年11歳の時に学校を去り、シンシナティ近郊へと出向き、そこでガレージ清掃など雑用係の職に就いている。14歳までに自動車整備士として働き、後に整備主任にまで栄進した。

### 機械技師
1912年、ジョーンズはミネソタ州ハロックに移り住み、5万エーカー（200km2）の農場で整備士としての職に就いている。この農場は、グレート・ノーザン鉄道のオーナーであったジェームズ・ジェローム・ヒルの所有であった。この環境から、ジョーンズはヒルから電気や蒸気機関車に関する教育を受けることができた。ジョーンズは20年以上農場に住み、後にハロックの地元新聞社のインタビューに於いて「人が...（肌の色よりも）性格や能力で判断される場所であった」とジェームスは述懐している。ジョーンズは20歳で技術者としての資格を取得し、後に資格を最高等級にまで昇格させている。

### 陸軍勤務
ジョーンズは第一次世界大戦でアメリカ陸軍に入隊する。黒人だけの部隊に参加しているが、その機械技術が見出され、電気技師として働きながら軍曹に昇進し、他の兵士に知識を教えるまでになった。ジョーンズは収容所に電気、電信、電話サービスを備えるために必要な配線工事を行なっている。

### 音響・映像機器技師
終戦後にアメリカ陸軍を除隊し、故郷であるハロックに戻る。機械工として働きながら、電子工学に付いて知識を得た。そこで音と映像を合成する装置を発明し、これがミネソタ州ミネアポリスの企業家ジョセフ・A・ヌメロの目に留まる。ヌメロはウルトラフォン・サウンドシステムズ社という音響機器を製造する会社を経営していたが、後にシネマ・サプライズ社に改名した。ヌメロは1927年、自身の会社が製造する音響機器を改良するため、電気技術者としてジョーンズを雇用する。ジョーンズはシネマ・サプライズ社で無声映画映写機を視聴覚映写機に変換する作業に取り組んでいる。この他、ジョーンズは映画館のチケット払い出し機でも特許を取得している。

### 冷凍機
1938年頃、ヌメロの依頼を受け、ジョーンズはサーモコントロール社のモデルA型自動トラック冷凍装置の設計を始める。ジョーンズは、腐りやすい生鮮食品を運ぶトラックのため、移動式空調装置の設計を開始する 。モデルA冷凍装置はトラックのシャーシに搭載されたが、装置が重すぎたため、ジョーンズはモデルBの開発を行う。モデルBは小型軽量であったが、耐久性に欠けていた。1941年、ジョーンズは、トラックの前部に取り付けるモデルCの開発を完了している。また、1939年にジョーンズはモデルAの特許を申請し、1949年7月12日にその特許を取得した。ヌメロは音響・映像機器事業をRCAに売却し、ジョーンズと共同で新会社「U.S. Thermo Control Company」社を設立。ジョーンズが設計した移動式冷却装置は、第二次世界大戦中、陸軍病院や戦場で使用する血液、医薬品、食料を保存するために特に重要であった。モデルCユニットは軍事用途として製造されており、戦後、商業利用が可能となったことで民生品へ技術が転用された。

### その他の発明
移動式X線装置を開発。さらに、スノーモービルの初期プロトタイプを開発する。これは飛行機胴体の足回りにスキー板を取り付け、プロペラで推進力が与えられ、サウンドトラック・シンクロナイザーと称する装置を取り付けた「スノーマシン」であった（後にRCA社に特許を売却）。この他に映画チケットディスペンサーや、地元の医師向けの初期のラジオサービスも彼の発明に数えられている。

## 死去
1961年、ミネアポリスで肺がんのため死去。享年67歳。なお、配偶者であるルシールには先立たれている。サタデーイブニングポストの追悼記事で「ほとんどのエンジニアはプロジェクトの麓から始めて上へと向かって行くが、フレッドは山の頂上まで飛び上がり、それから下り、残りの人間のために階段を切り開きながら行く」と述べられている。また、ジョーンズは死ぬ間際まで特許を申請し続けており、最後の特許は1960年の2月に取得したものであった。

## 功績と栄誉
ジョーンズは生涯を通じ61件の特許を取得した。 40件は冷凍装置、その他は劇場用装置やガソリンエンジンに関わる装置であった。
- 1944年、ジョーンズはアフリカ系アメリカ人として初めてアメリカ冷凍技術者協会の会員となった[4]。
- 1953年、フィリス・ウィートリー補助員功労賞、「青少年にインスピレーションを与えるような優れた業績に対して[20]。」
- 1977年、死後にミネソタ州発明家殿堂入りを果たした[8]。
- 1991年、ヌメロとジョーンズに国家技術勲章が授与された。ジョーンズはアフリカ系アメリカ人としては初となる受賞であった[8]。ジョージ・H・W・ブッシュ大統領は、ホワイトハウスのローズガーデンで行われた記念式典で、彼らの未亡人に対し賞を贈っている。
- 1996年、世界初の移動式トラック用フロントマウント式冷凍ユニット「サーモキング・モデルC」が、米国機械学会により国際機械工学ランドマークに指定された。ジョーンズは、ジャンクヤードの廃品から試作機を設計と製造を行う。構造的課題は、道路の振動に耐えうるフレームと冷媒チューブの接続部を作ることであった[21] 。
- 2007年、ジョーンズは全米発明家殿堂に殿堂入りし、「ビジョナリーベテラン」として表彰された[22] 。
- 2009年、ヘヴィー・デューティー・トラック誌3月号の中で、編集者であるトム・バーグはジョーンズを「The King of Cool」と呼び、彼の「技術的躍進は世界市場を再定義し、世界の大都市から最も孤立した村まで文化的恩恵を齎した」と記している[8]。
- 2015年、ジョーンズの功績は、ミネアポリスにある黒人遺産をテーマにした遊び場の制作者たちによって評価された。この遊び場は列車をテーマにした遊具を備え、ジョーンズの移動式冷凍技術について説明する教育的なプレートが設置されている[4]。
- 2022年の黒人歴史月間に、複数の黒人系醸造所がジョーンズを称え、ジョーンズを含む黒人史の著名人の肖像画を使った記念ビールの発売を行う[23]。